# Sauriurae

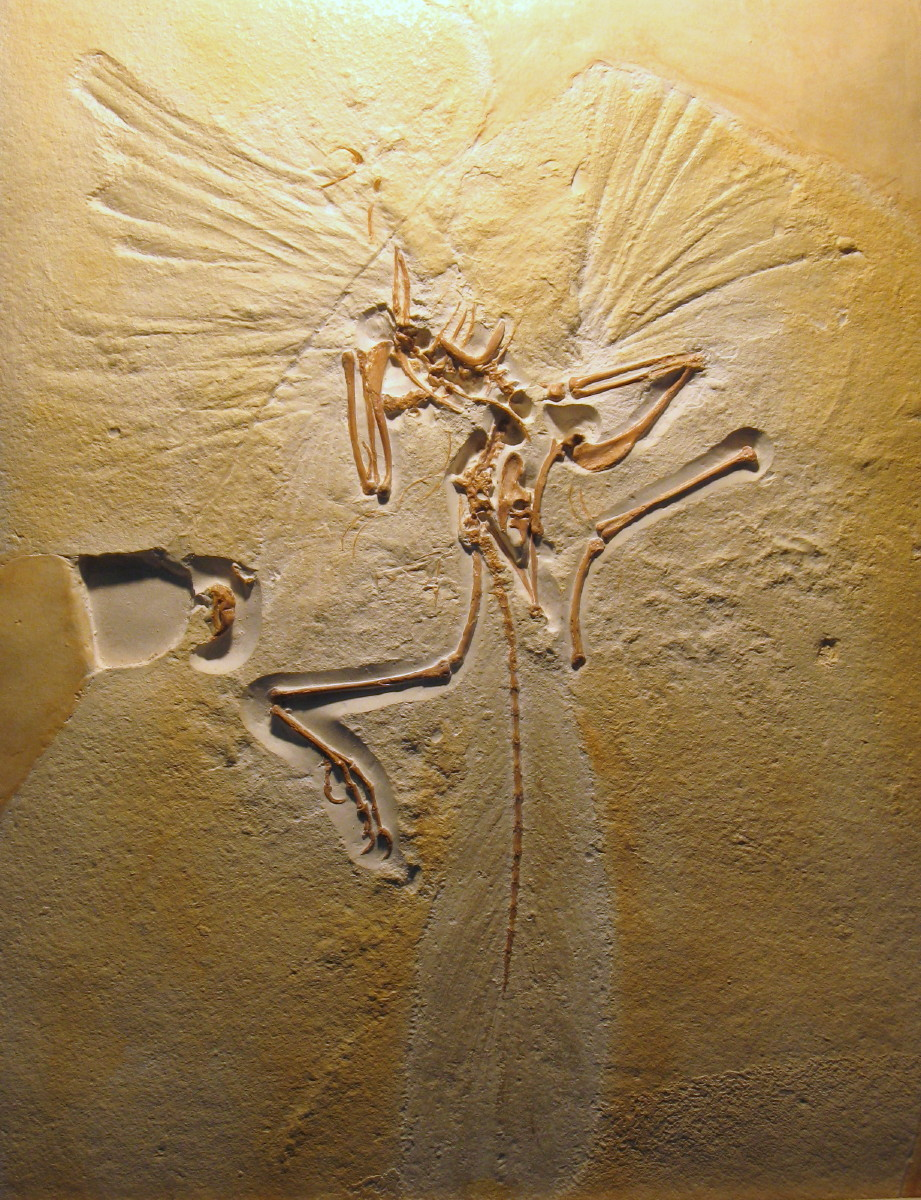
Archaeopteryx lithographica, moulage du spécimen de Londres, tel qu'il est présenté au Munich Mineral Show 2009

Les Sauriurae (qui signifie « queues de lézard » en grec) sont une sous-classe d'oiseaux désormais obsolète,, créée par Ernst Haeckel en 1866. Elle était destinée à inclure Archaeopteryx et à le distinguer de tous les autres oiseaux alors connus, qu'il a regroupés dans le groupe frère des Ornithurae (« queues d'oiseaux »). La distinction à laquelle Haeckel fait référence dans ce nom est que Archaeopteryx possède une longue queue ressemblant à celle d'un reptile, tandis que tous les autres oiseaux qui lui étaient connus avaient des queues courtes, avec peu de vertèbres et fusionnées à leur extrémité en un pygostyle. L'unité n'a pas été beaucoup mentionnée, et lorsque Hans Friedrich Gadow en 1893 a érigé les Archaeornithes pour essentiellement les mêmes fossiles, c'est devenu le nom commun pour le premier grade d'oiseaux ressemblant à des reptiles.
Ji Qiang et Larry Martin ont continué à désigner les Sauriurae comme un groupe naturel valide. Cependant, des chercheurs comme Jacques Gauthier (2001) et Julia Clarke (2002) ont découvert que les fossiles découverts après l'époque de Haeckel ont comblé le fossé entre les Avialae à longue et courte queue. À leur avis, tout groupement d'avialiens à longue queue doit exclure certains de leurs descendants - faisant de Sauriurae un groupe paraphylétique et, par conséquent, invalide dans les systèmes actuels de nomenclature phylogénétique.